# Limoux
Limoux (AFI: [limu]; en occitano Limós, AFI: [liˈmus]) es una ciudad de Francia, en la región de Occitania, del departamento de Aude, capital del distrito y del cantón del mismo nombre y capital de la comarca del Rasés. La ciudad está dividida por el río Aude. Tiene unos diez mil habitantes. El distrito lo forman 8 cantones, 149 comunidades (o municipios) y 42.247 habitantes. En Limoux se produce la Blanquette de Limoux desde 1531, el primer vino espumoso en el mundo.

## Historia
En la zona se han encontrado restos neolíticos. La villa formó parte de los dominios del conde de Rasés y después de Carcasona. Durante la cruzada albigense fue ocupada por Simón de Montfort. Pasó a la Corona francesa en 1296. En el siglo XVIII fue próspera.

## Puntos de interés
- Jardin aux Plantes la Bouichère